# Номентанські ворота
Порта Номентана, Номентанська брама (лат. Porta Nomentana) — колишня міська брама у Авреліанівому мурі в Римі.

## Історія
Біля Порта Номентана починалася Номентанська дорога. Залишки міської брами розташовані у 75 метрах на південний схід від сучасної брами Порта Піа.
Ворота побудовано між 270 та 273 роками за наказом імператора Авреліана. Ворота являли собою просту арку з двома напівкруглими баштами обабіч. Тепер Порта Номентана замурована, видно лише цегляну кладку та праву напівкруглу вежу, ліву вежу було знесено у 1827 році.
Браму реставрували у 403 році за часів імператора Флавія Гонорія, однак були занедбані після побудови Мікеланджело Буонарроті Порта Піа за вказівкою Пія IV.